# Tifiídeos
Os tifiídeos (Tiphiidae) são uma família de vespas da ordem Hymenoptera, que inclui espécies de parasitoides de outros insetos, geralmente associadas a larvas de besouros. 

## Morfologia
As vespas tiphiídeas apresentam uma grande variedade de tamanhos e cores, geralmente apresentando coloração preta ou marrom, com algumas exibindo marcas amarelas ou laranjas. O corpo é alongado e fino, apresentando antenas longas e finas, apresentando porte relativamente robusto, e geralmente medindo entre 5-20 mm. As fêmeas costumam ser maiores do que os machos, exibindo o ovipositor (estrutura de postura) bem evidente. Apresentam acentuado dimorfismo sexual, com as fêmeas sendo frequentemente ápteras (= sem asas) ou com as asas reduzidas, enquanto que os machos geralmente apresentam asas desenvolvidas, sendo mais facilmente avistados voando .
Vespas desta família caracterizam-se por possuírem, no exoesqueleto visto por debaixo, uma placa na base das pernas (o mesosternum) apresentando duas extensões na forma de lobos apontando para trás; ao mesmo tempo, o tagma abdominal posterior do corpo (o metassoma) apresenta constrições marcantes entre os segmentos. 

## Hábitos de vida
As espécies são encontradas por todo o mundo, ocorrendo em diversas regiões e habitats. Os machos se alimentam de néctar e são assim polinizadores de flores, enquanto as fêmeas são forrageadoras e escavadoras do solo, vivendo à procura de hospedeiros dentre espécies fossoriais para depositarem seus ovos. São vespas parasitoides de larvas de outros insetos, especialmente de Coleoptera (besouros) e de Lepidoptera (mariposas). São ditas vespas parasitoides pois, em seus ciclos de vida, a larva que eclode do ovo mata o hospedeiro, impedindo que ele chegue à fase adulta.
As vespas fêmeas depositam seus ovos sobre os hospedeiros (como ectoparasitoides), com desenvolvimento embrionário rápido gerando larvas que normalmente passam por 5 ínstares larvais, finalmente pupando dentro do hospedeiro, para emergirem como novas vespas adultas. Seus hospedeiros mais usuais incluem as larvas de besouros da família Scarabaeidae e lagartas de mariposas (Lepidoptera). São, assim, mais frequentemente observadas nas florestas, áreas agrícolas e prados, onde há uma grande abundância das larvas de besouros, seus principais hospedeiros. Tiphiídeos são particularmente comuns nas áreas de solo arenoso onde escaravelhos abundam.

## Importância ecológica e econômica
Algumas vespas da família Tiphiidae (como nos gêneros Tiphia, Myzinum, Pseudotiphia) são importantes agentes de controle biológico de populações de insetos daninhos (pragas) . São consideradas de utilização eficiente tanto em ambientes agrícolas como naturais, ajudando a regular populações de besouros subterrâneos, que podem ser pragas, especialmente em plantações que são afetadas por besouros que atacam as raízes.

## Taxonomia
A família apresenta cerca de 2000 espécies, distribuídas dentre cerca de 50 gêneros, divididos dentre duas subfamílias , sendo que alguns autores as consideram divididas em 4 ou, ainda, 7 subfamílias. No Brasil, são registradas cerca de 102 espécies pertencentes a 20 gêneros https://ala-bie.sibbr.gov.br/ala-bie/search?q=rkid_family:266013.  A subfamília mais diversa é Thynninae, caracterizada pelo forte dimorfismo sexual, em que as fêmeas são ápteras. 

### BrachycistidinaeKimsey, 1991
- Acanthetropis Wasbauer, 1958
- Brachycistellus Baker, 1907
- Brachycistina Malloch, 1926
- Brachycistis Fox, 1893
- Brachymaya Kimsey & Wasbauer 1999
- Colocistis Krombein, 1942
- Dolichetropis Wasbauer, 1968
- Glyptacros Mickel & Krombein, 1942
- Hadrocistis Wasbauer, 1968
- Paraquemaya Kimsey & Wasbauer, 1999
- Sedomaya Kimsey & Wasbauer, 1999
- Stilbopogon Mickel & Krombein, 1942

### TiphiinaeLeach, 1815
- Cabaraxa Nagy, 1974
- Cyanotiphia Cameron, 1907
- Epomidiopteron Romand, 1835
- Icronatha Nagy, 1967
- Krombeinia Pate, 1947
- Ludita Nagy, 1967
- Mallochessa Allen, 1972
- Megatiphia Kimsey, 1993
- Neotiphia Malloch, 1918
- Paratiphia Sichel, 1864
- † Philoponites Cockerell, 1915
- Pseudotiphia Ashmead 1903
- Tiphia Fabricius, 1775

1. ↑  Aguiar, Alexandre P.; Deans, Andrew R.; Engel, Michael S.; Forshage, Mattias; Huber, John T.; Jennings, John T.; Johnson, Norman F.; Lelej, Arkady S.; Longino, John T. (30 de agosto de 2013). «Order Hymenoptera. In: Zhang, Z.-Q. (Ed.) Animal Biodiversity: An Outline of Higher-level Classification and Survey of Taxonomic Richness (Addenda 2013)». Zootaxa (em inglês) (1): 51–62. ISSN 1175-5334. doi:10.11646/zootaxa.3703.1.12. Consultado em 31 de outubro de 2024
2. ↑  Klesener, Daniela Fernanda; Santos, Régis Sivori Silva dos; Menezes Jr., Ayres de Oliveira (18 de julho de 2013). «Diversidade e Atividade de Voo de Himenópteros Parasitóides em Pomar de Macieira em Vacaria, RS». EntomoBrasilis (2): 108–112. ISSN 1983-0572. doi:10.12741/ebrasilis.v6i2.258. Consultado em 31 de outubro de 2024
3. ↑  Narguizian, Paul (1 de outubro de 2017). «Field Guides: Insects». The American Biology Teacher (8): 682–683. ISSN 0002-7685. doi:10.1525/abt.2017.79.8.682. Consultado em 31 de outubro de 2024
4. ↑  Marsh, Paul M. (1994). «Hymenoptera of the World: An Identification Guide to Families». American Entomologist (2): 115–116. ISSN 2155-9902. doi:10.1093/ae/40.2.115. Consultado em 31 de outubro de 2024
5. ↑  Marsh, Paul M. (1994). «Hymenoptera of the World: An Identification Guide to Families». American Entomologist (2): 115–116. ISSN 2155-9902. doi:10.1093/ae/40.2.115. Consultado em 31 de outubro de 2024
6. ↑  Obeysekara, Piyumi T.; Legrand, Ana (1 de dezembro de 2014). «The Influence of Host Species and Location in the Host Detection Ability of Tiphiid (Hymenoptera: Tiphiidae) Parasitoids». Environmental Entomology (6): 1594–1602. ISSN 0046-225X. doi:10.1603/en13275. Consultado em 31 de outubro de 2024
7. ↑  Bueno, Vanda Helena Paes (2021). «Capítulo 10. Insetos predadores no controle biológico aumentativo de pragas». Fundação de Estudos Agrários Luiz de Queiroz. ISBN 978-65-89722-44-1. Consultado em 31 de outubro de 2024
8. ↑  Michael Ferro, Michael Ferro (9 de junho de 2013). «Lucid Key to Staphylinidae Subfamilies». Consultado em 31 de outubro de 2024
9. ↑  KIMSEY, LYNN S. (outubro de 1991). «Relationships among the tiphiid wasp subfamilies (Hymenoptera)». Systematic Entomology (4): 427–438. ISSN 0307-6970. doi:10.1111/j.1365-3113.1991.tb00677.x. Consultado em 31 de outubro de 2024